# Мурафа (Богодухівський район)
Мура́фа — село в Україні, у Краснокутській селищній громаді Богодухівського району Харківської області. Населення становило 2201 особа у 2024 році. До 2020 орган місцевого самоврядування — Мурафська сільська рада.

## Географія

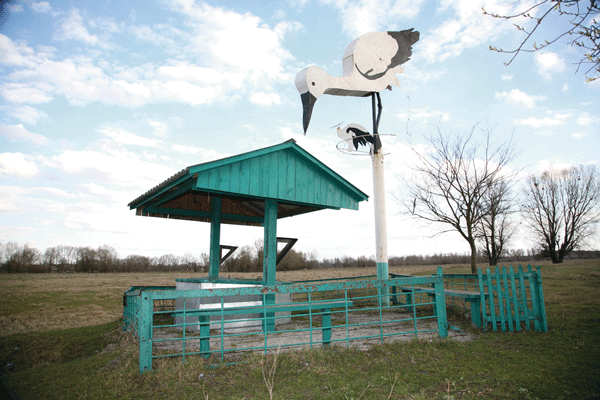
Джерело мінеральної води «Мурафа»

Село Мурафа знаходиться на річці Мерчик (притока річки Мерла), вище за течією примикає село Мирне, нижче за течією за 2 км розташоване селище Володимирівка. До села примикає великий лісовий масив (сосна).
Через село проходить автомобільна дорога Т 2106.

## Назва
Існує легенда, що давнє городище, на місці якого виросла слобода Мурафа, являє собою залишки татарського укріплення і походить від слів: Мур-укріплення і Афа — прізвище ватажка татар.
Інша легенда розповідає, немовби назва села Мурафа походить від назви Мурафського шляху. Послухайте одну із легенд про назву села:
|                                     | Мурафським шляхом чумаки сіль везли із Криму Світили їм вгорі зірки свідками німими. Та ось ватаг велів волам спинитись на галяві. Прийшла пора і чумакам спочити у мураві І круторогих розпрягли ті потяглись до паші А зверху зорі стерегли чумацькі повні мажі І хтось із юних чумаків - немов у воду трапив Красиве місце мужики назвем його Мурафа. |
| — вірш Миколи Олександровича Кісіля | |

Також є припущення, що на цій території росла велика кількість трави «мурава», у народі званої «спориш», офіційна назва якої «Спориш звичайний».

## Історія

### Давня історія
В історичній літературі не встановлено, у якому саме році оселилися на місці теперішнього села перші жителі та з якого часу поселення почало називатися Мурафою. Є відомості, що на території села проживали скіфи, про що свідчать скіфські кургани. В нашому музеї є залишки скіфської культури: це фрагменти глиняного посуду, наконечник списа.

### Козацька доба
З XVII століття Мурафа була сотенним містечком Охтирського слобідського козацького полку і мала власну ратушу.
З царського опису 1673 року відомо, що довкола Мурафи були збудовані примітивні земляні оборонні споруди, а саме заснування села припадає на 60-ті роки XVII ст.
Перший храм святого Миколи було побудовано у Мурафі близько 1675 року. Священник миколаївського храму  Фома Михайлов відомий по купчим Хрущовій Микитівки 1677 і 1693 роках. На західній двері колишнього храму вирізані слова: «за благословенням Бога Отця, за совознесінням Сина і споспешеніем Св. Духа створю цей храм в ім'я Св. Христова Миколи 1733 р.».  Це був вже другий дерев'яний храм святителя Миколи.
У 1676 році білгородський намісник боярин і князь Григорій Ромодановський в листі до московського царя описує, що до нього з’явився Уманський  (та інших «Задніпровських міст черкаських») полковник Микита Кіндратович Сененко.За словами Сененка він зі своїми людьми, з дружинами та дітьми прийшли у новозбудоване місто Мурафу на постійне життя. Вказується, що переселенців налічувалося 260 осіб. Також Сененко зазначає, що потребує пільг для себе та своїх людей і особливо вказує, що має бажання щоб не було суперечок з місцевими жителями Мурафи які вже жили тут. Отож до того як Сененко з’являється, Мурафа вже була населена і мала постійних мешканців.
Відомо, що на Мурафу двічі нападали татари. Під час останнього нападу Мурафа була пограбована і значно зруйнована.
5 січня  1669 року на Мурафу нападають татари, багатьох людей побили і взяли у полон. Після цього татари пішли по річці Мерчик догори, до Богодухівської гачі.
У 1679 році стався черговий напад татар на Мурафу.
У 1709 році одночасно з Городнім, Рубльовкою та іншими слободами Мурафа, що була на той час під керівництвом сотника Івана Буймеренка, постраждала від шведів.
Фортеця в Мурафі існувала до кінця XVIII століття.
У 1712 році у Мурафі оселили колишнього Білоцерківського полковника Танського і полковника Кігіча, з старшинами Бедрягою, Жіяном і декількома з рядових козаків білоцерківських, та декілька ще поляків. Ці події були відголоском примусового переселення українців з Правобережжя (1711-1712), одна з подій якого це скасування Білоцерківського полку. На той час у містечку налічувалося 350 дворів.  Танському було доручено заснування кінних заводів у Мурафі.
Між новопоселенцями та старими мешканцями відбувалися сутички та непорозуміння. Наприклад  у 1720 році ротмістр Жіян побив Мурахівського Покровського священика Максима Федоровича і сина його Іларіона. За скаргою священика призначено було провести розслідування поручнику Рогозіну - «доглядачеві государева тютюну в Охтирці». Але Жіян і полковник Танський ухилялися від відповідей по цій справі. У  1724 році пішла нова скарга на Танського і його товаришів. Охтирський полковник Лесевицькій від імені мешканців Мурафи і інших козаків і старшин полку писав, що полковник Танський заволодів багатьма їхніми землями, лісами і людьми, завдає побої і образи купцям, розорив і спалив новозбудовану слободу Шаровку. Сенат визначив стягнути з Танського в казну 500 руб.
У 1743 і 1749 роках охтирська  полкова старшина знову просила захистити мешканців Мурафи і їх сусідів від грабежів і насильств Танського і втихомирити зграю його гайдамаків, яка, перевершуючи числом і засобами дану від начальства команду, загрожувала знищити Мурафську сотню, до того ж знову розорила Шаровку і побила Краснокутського отамана Леонтія Овсянникова.
У 1765 році відбулося скасування козацького устрою в Слобідській Україні. Як  слобода, Мурафа  ввійшла до новоутвореного до Краснокутського повіту Харківського намісництва.

### У Російський імперії
Згідно з даними Філарета (Гумільова) у 1785 році у Мурафі  була земляна фортеця: вал висотою в 2 сажені, Навколо вала рів глибиною в одну сажень, завширшки в 1 1/2 сажені. У фортеці храм Миколи Чудотворця; за валом  ще три храми: Преображенський, Покровський і Михайлівський.
На 1857 рік Мурафа церковно належала до 2-го округу Богодухівського повіту Харківської губернії.
До земельної реформи 1861 року населення, що жило на території Мурафи та Мирного, займалося суто сільським господарством. Основними знаряддями праці, які використовувалися для обробки землі були переважно плуг, рало; для збирання врожаю — серпи. З середини ХІХ ст. починає розвиватись нова галузь сільськогосподарського виробництва — цукроваріння. 1884 року в Мурафі з'являється цукровий завод, який був збудований одним з найбагатших цукрозаводчиків в Україні — Харитоненком. До відкриття заводу Харитоненко засновує тваринницькі економії і називає їх іменами своїх дочок Оленівка і Наталівка. На цукровому заводі Харитоненка працювало 300 робітників. В рік відкриття цукрового заводу на площі в 55 га в Наталівці Харитоненко відкриває парк. На території парку є комплекс архітектурних споруд і церква Святого Спаса, в'їзна брама. Їх побудували за проєктом відомого зодчого академіка Щусєва.

### Радянська окупація

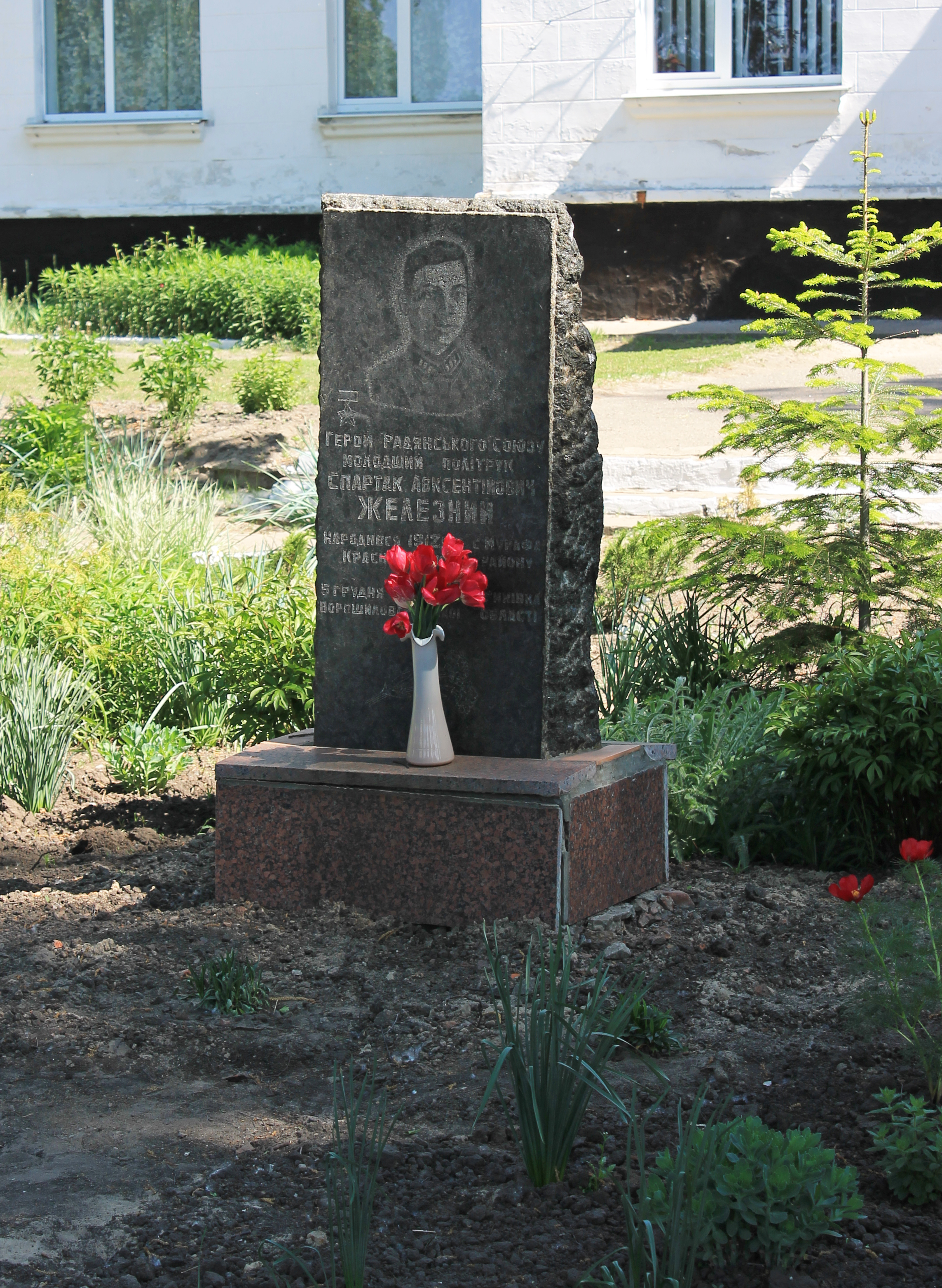
Пам'ятний знак С. А. Железному – Герою Радянського Союзу

9 січня 1919 року в Мурафі червоні остаточно захопили владу та утворили  «Раду робітничих і солдатських депутатів».
У перші роки радянської окупації місцеве населення чинило великий опір, який часто закінчувався кровопролиттям.
Після придушення стихійних виступів, було проведено насильницьку колективізацію. У 1928 р. в Мурафі було організовано два машинно-тракторних товариства: «Червоний плуг», «Шлях до культури села». До післявоєнного об'єднання в Мурафі існували колгоспи: «Комунар», «Червоний колос», «Червоний плуг», «Чапаєва».
|  | В одному селі Харківської області (Мурафа) жило чимало сиріт під наглядом уцілілих активістів. Коли в 1933 р. з'явилися росіяни і зайняли хати цих дітей, ті здійняли гучний протест, називаючи їх злодіями та вбивцями. У результаті сільського вчителя засудили до 12 років примусових робіт |

6 жовтня 1941 року нацисти вступили в Мурафу.
10 серпня 1943 року радянська влада повернула собі село.
Після укрупнень колгоспів, яке відбулося в 1951 р., в с. Мурафа з чотирьох було утворено два господарства. Після наступного укрупнення ці два господарства разом з мирнянським колгоспом ім. Чапаєва об'єднуються в одне — ім. Горького, що таким чином стає одним з найбільших господарств району (6506 га сільгоспугідь).

### Незалежна Україна
12 червня 2020 року, розпорядженням Кабінету Міністрів України № 725-р «Про визначення адміністративних центрів та затвердження територій територіальних громад Харківської області», увійшло до складу Краснокутської селищної громади.
19 липня 2020 року, в результаті адміністративно-територіальної реформи та ліквідації Краснокутського району, село увійшло до складу Богодухівського району.

## Економіка
Населення с.Мурафа спеціалізуються на виробництві сільськогосподарської продукції. В 1999-2000 р.р. відбувся черговий етап земельної реформи і, відповідно до указу Президента України від 3 грудня 1999 року щодо ліквідації всіх колективних сількогосподарський підприємств, колгосп ім. Горького припинив своє існування. На його місці утворилася і нині працює низка с/г підприємств:
- ПСП «Явір» — основний с/г виробник. Земельний фонд — 3800 га. Близько 140 робітників[8].
- СВК «Вірність»
- та 8 фермерських господарств:
  - «Рябенко Ю.П.»
  - «Липового»
  - «Агрослобода»
  - «Мрія»
  - «Колос»
  - «Грищенко»
  - «Швець»
  - «В'юнник»[3]

Мурафський цукровий завод, заснований ще при поміщику Харитоненко в 1884 р., останній сезон свій відпрацював в 2014 р.. Станом на 2020 р., через низьку рентабельність виробництва цукру, завод законцервовано.
Тваринницькі ферми і птахоферма, створені за колгоспних часів, припинили своє існування наприкінці 90-х на початку 2000-х р.р..

## Соціальна сфера

### Освіта і культура
- Мурафська ЗОШ І-ІІІ ступенів [Архівовано 26 липня 2020 у Wayback Machine.]. Заснована 1877 р.. Станом на 2019 р. в школі навчається 233 учні[10]. Здійснюється підвіз учнів і вчителів із сіл що належать до Мурафської сільської ради (Мирне, Оленівське, Наталівка, Сорокове). Має філію в сусідньому селі Мирне, де навчається близько 20 учнів[11].
- Мурафський дитячий дошкільний заклад (заснований 1966 р.)
- Мурафська сільська бібліотека
- Мурафський сільський Будинок культури[3]

### Медицина
- Мурафська амбулаторія загальної практики сімейного лікаря (Центр первинної медико-санітарної допомоги)[12]

### Релігія
В селі існують релігійні громади 2 конфесій:
- Православні християни
  - Православна церква України — Свято-Миколаївська парафія[13]
  - Українська православна церква (Московський патріархат) — Архангело-Михайлівський храм [Архівовано 13 серпня 2017 у Wayback Machine.] і Миколаївський храм [Архівовано 6 травня 2021 у Wayback Machine.]
- Євангельські християни
  - Українська Церква Християн Віри Євангельської — Мурафська помісна церква [Архівовано 22 жовтня 2020 у Wayback Machine.]

Ці релігійні громади співпрацюють між собою як на рівні їх рядових членів (що нерідко являються родичами, друзями, сусідами) так і на рівні їх всеукраїнських об'єднань в рамках Всеукраїнської Ради Церков. На рівні помісних церков (парафій) та регіональних об'єднань (єпархій) взаємодія між цими громадами нині[коли?] мінімальна.

## Відомі люди
Іван Кучугура-Кучеренко (1878—1937)
З розвитком української культури пов'язана і діяльність нашого земляка -народного артиста УРСР Кучугури-Кучеренка. Іван Йович Кучугура народився в 1878 році в селі Мурафа. Тут вечорами лунали пісні Слобожанської України. В піснях тих відчувалась журба по волі, по кращій долі. Іван Йович добре знав і російські пісні, переймаючи їх від матері. Іван Йович, бувши ще маленьким шестирічним хлопчиком, граючись із однолітками у піжмурки, наштрикнувся на кущ шипшини і виколов собі праве око та пошкодив ліве. Так на все життя він залишився майже незрячим. Але це не зашкодило йому стати відомим. Йому присвоєно звання народного артиста. Він працював з відомими митцями, зокрема, Миколою Лисенком та іншими.
Перебуваючи в рідному селі, Іван Йович Кучугура неодноразово виступав перед односельчанами зі своїми піснями.
В період культури особи Сталіна Івана Йовича Кучугуру-Кучеренка в числі інших працівників Мурафи було безпідставно репресовано. 1937 року був розстріляний. Братська могила та пам'ятник в П'ятихатках недалеко від Харкова. Пізніше багато з них в тому числі і його було повністю реабілітовано
У селі на його честь встановлено меморіальну дошку.
Біловол Олександр Миколайович
У 1985 році з відзнакою закінчив лікувальний факультет Харківського державного медичного університету. 1999 — здобуття наукового ступеня доктора медичних наук. У червні 2000 р. професора Біловола О. М. обрано народним депутатом Верховної Ради України. Закінчив Національну юридичну академію ім. Ярослава Мудрого й національну фармацевтичну академію.

## Галерея

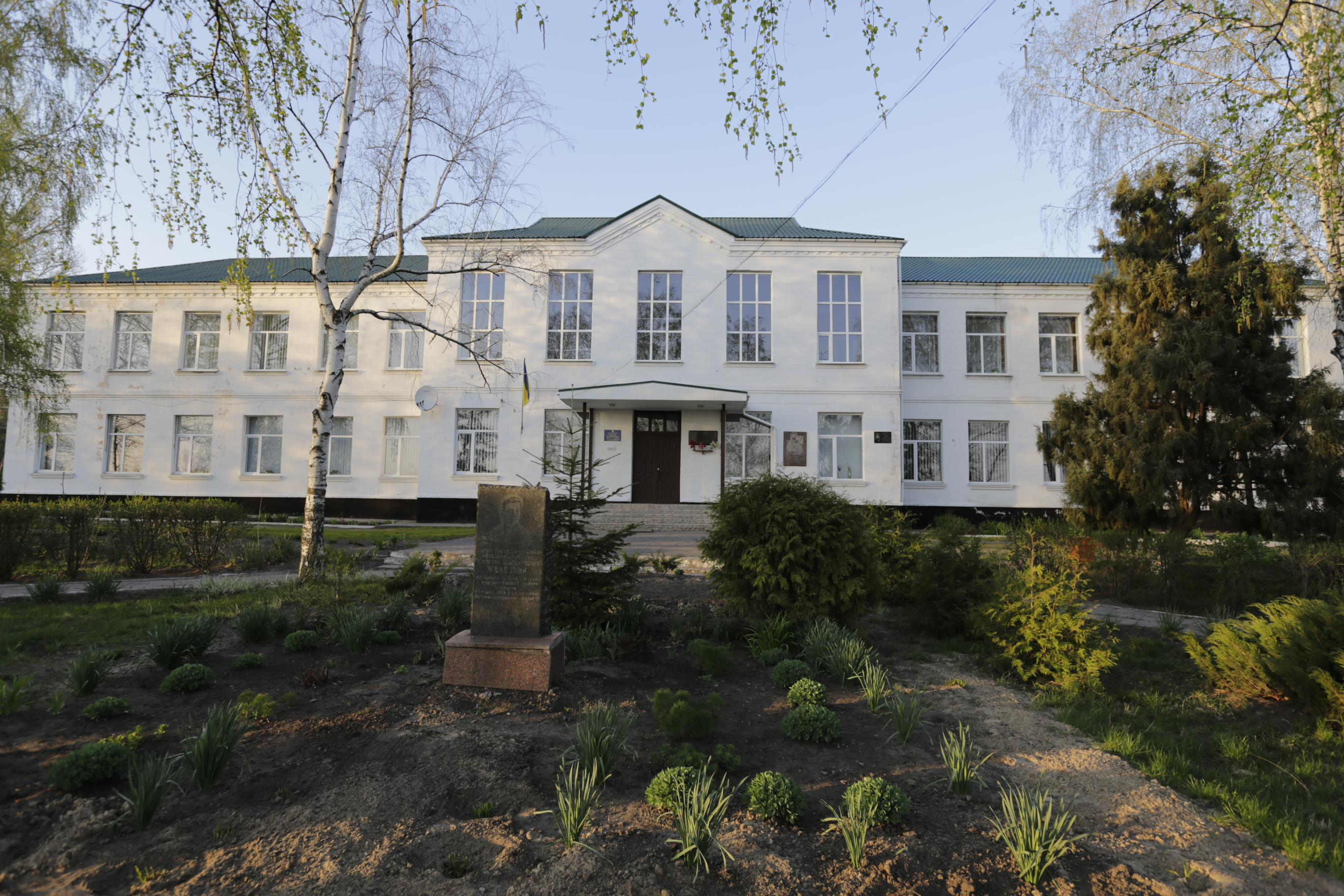
школа
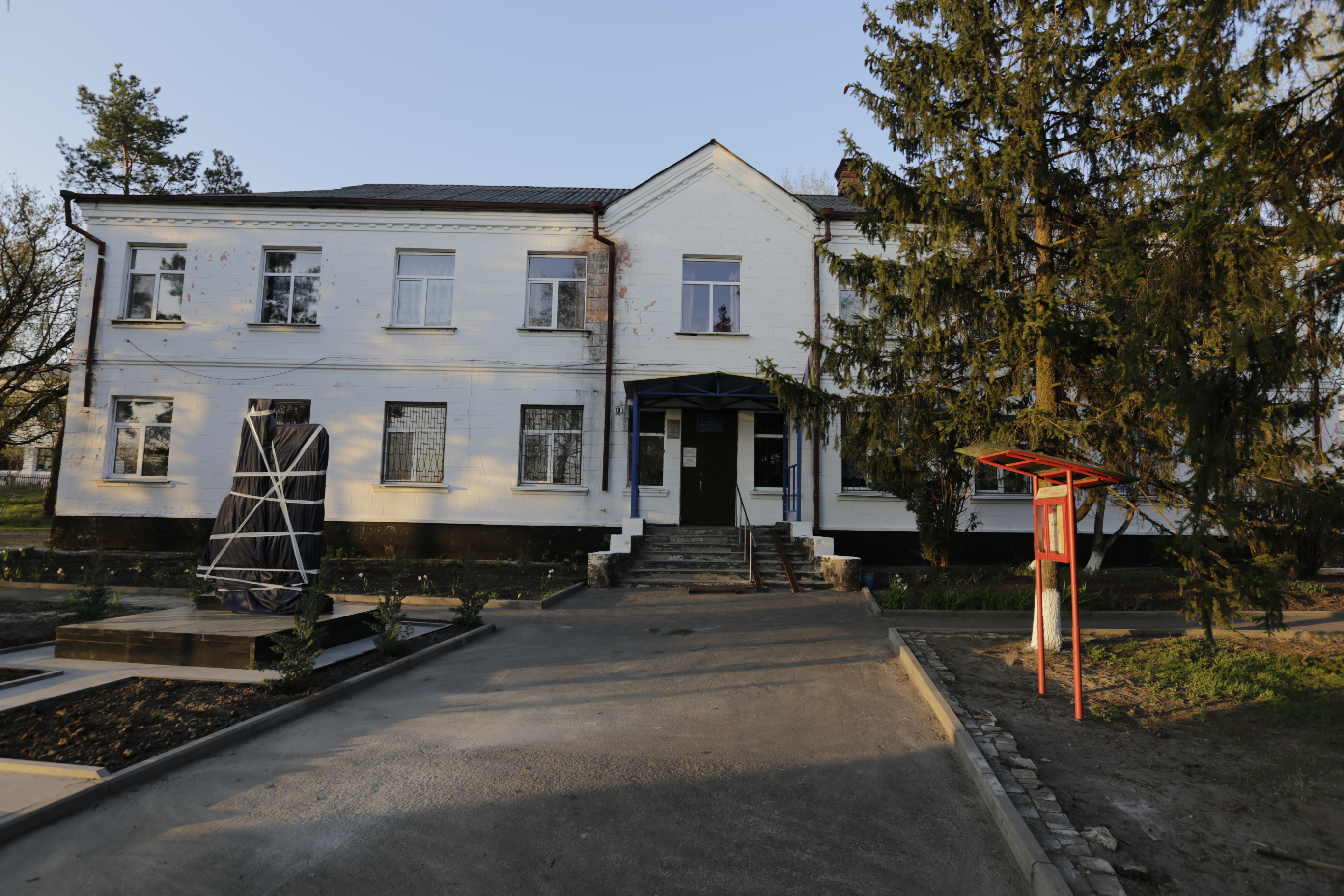
сільрада
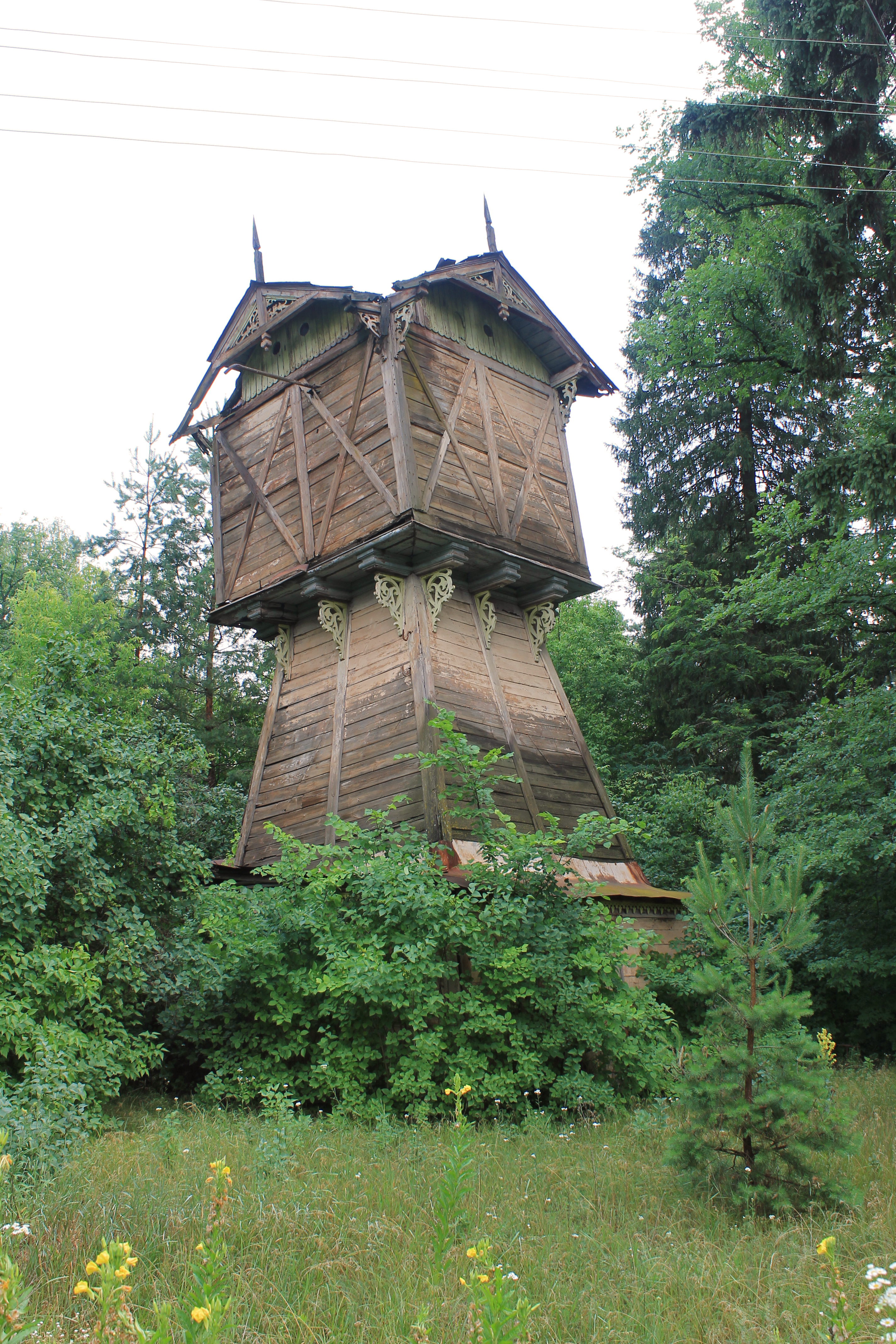
Водогінна вежа 1892 р.
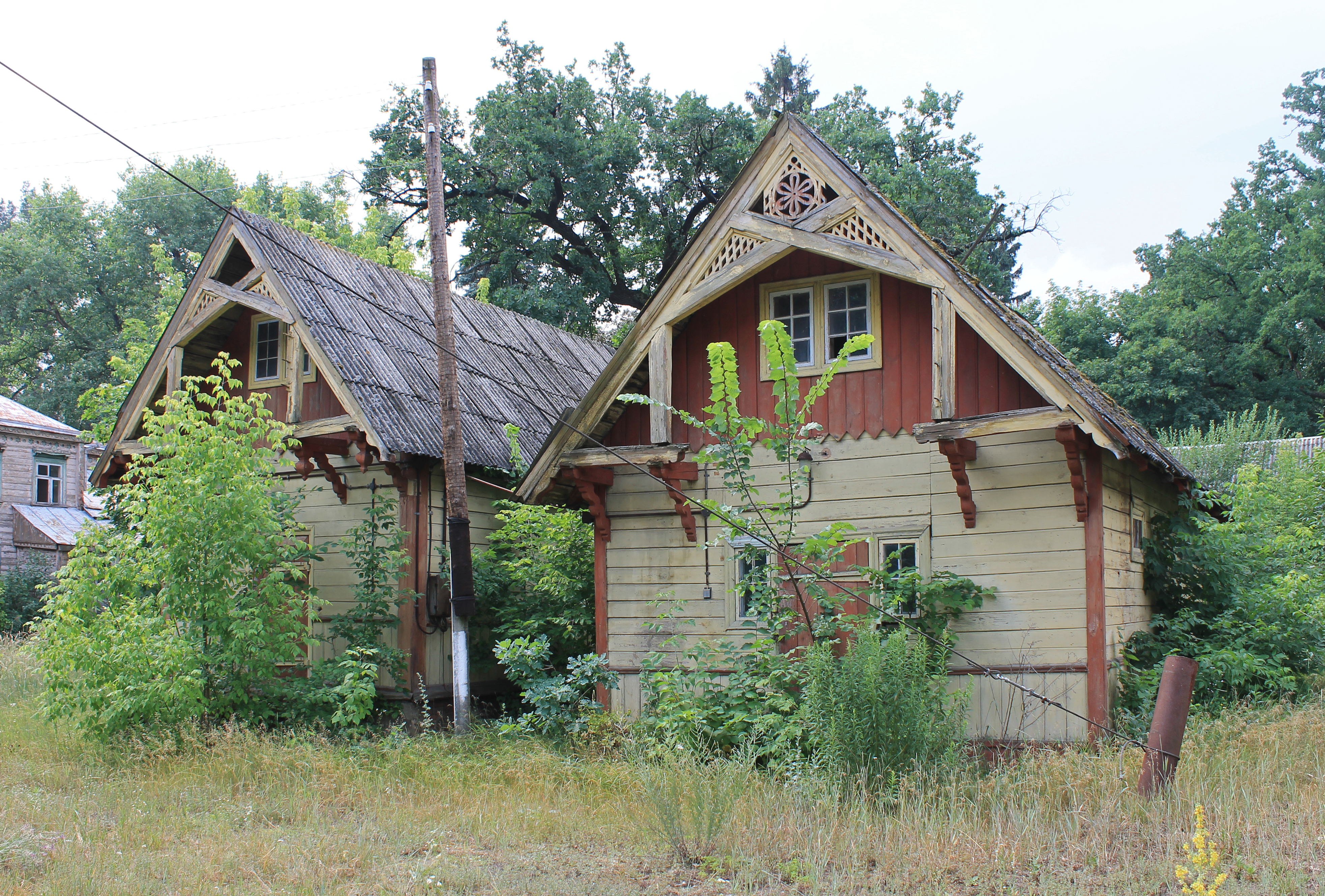
Службові корпуси лікувальні для робітників Володимирівської економії Харитоненка 1892 р.
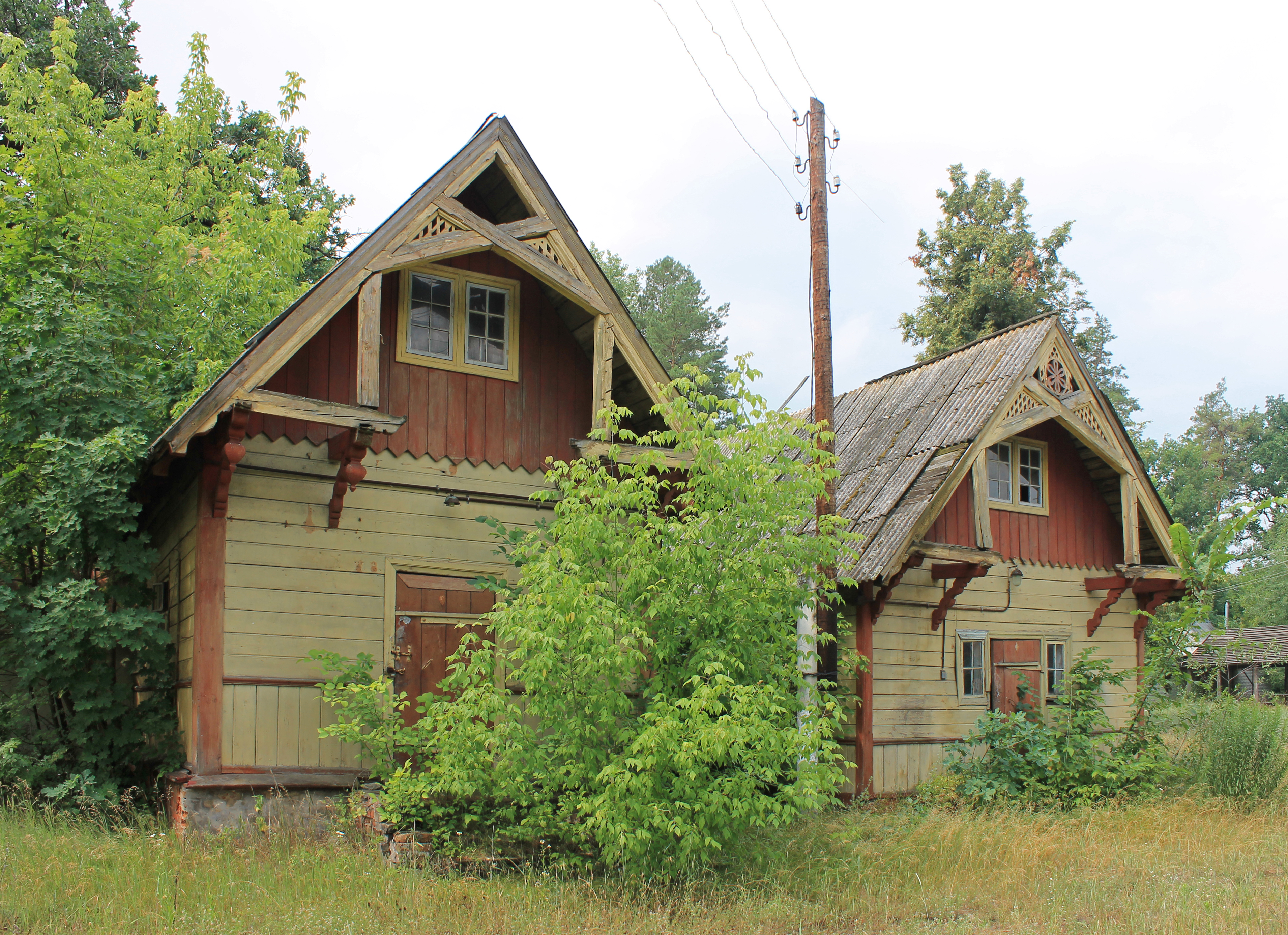
Службові корпуси лікарні. Вид збоку
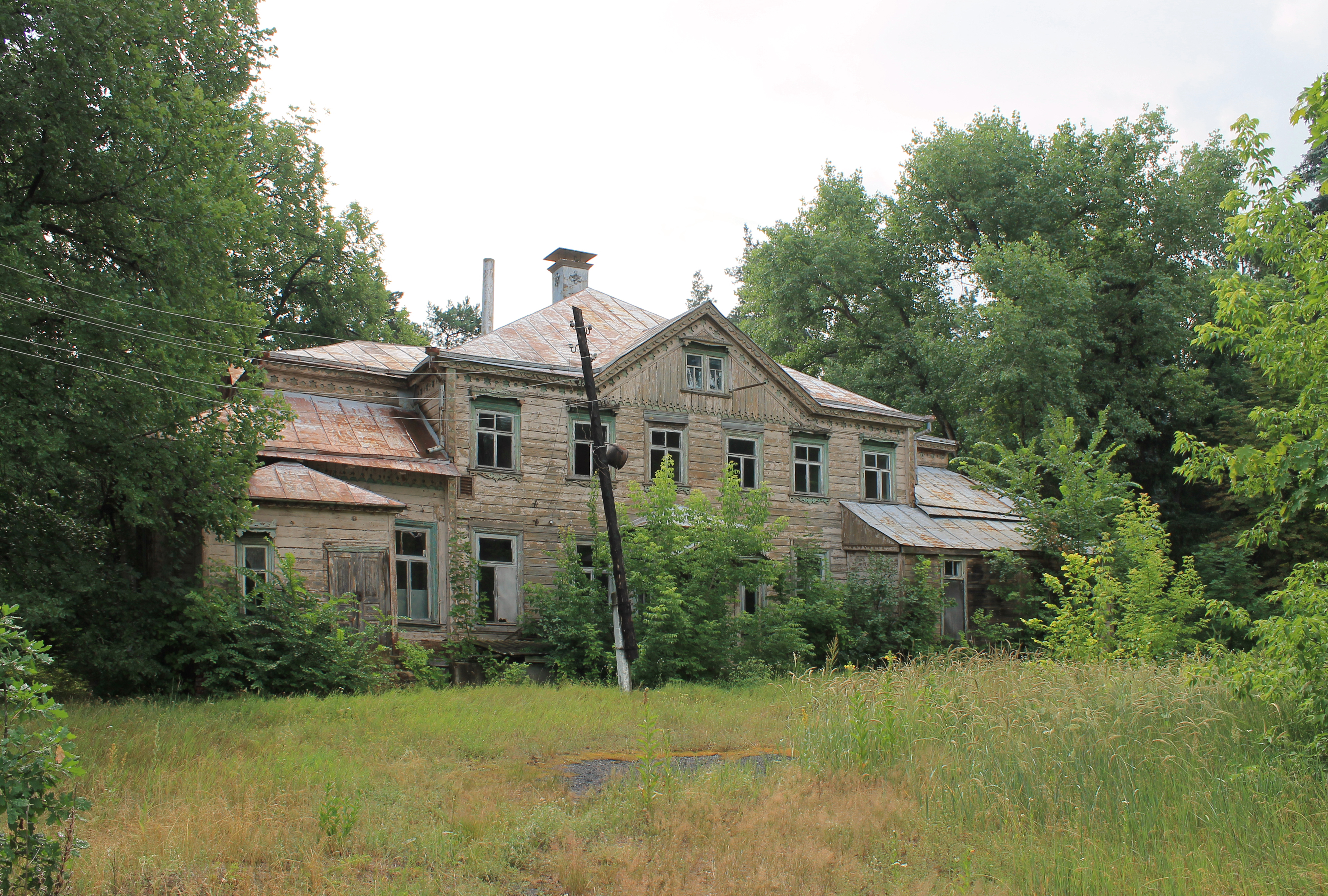
Основний лікарняний корпус
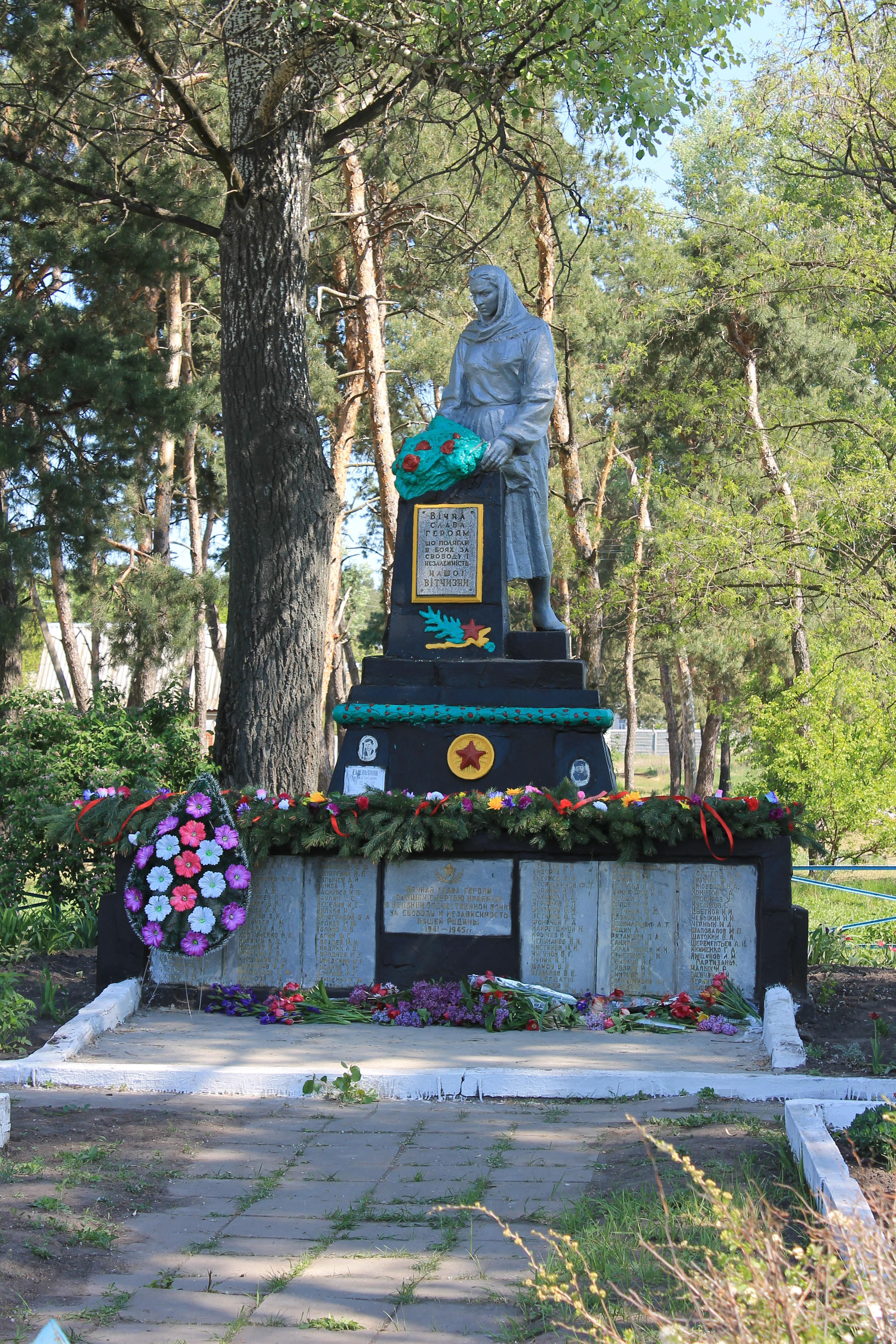
Братська могила радянських воїнів